# Irven Spence
Pour les articles homonymes, voir Spence.
Irven LeRoy Spence (24 avril 1909 - 21 septembre 1995) est un animateur américain. Il est surtout connu pour son travail sur les courts métrages d'animation Tom et Jerry de MGM. Spence a été crédité de diverses manières comme Irven Spence, Irvin Spence et Irv Spence.

## Biographie
L'intérêt de Spence pour le dessin a commencé dans sa jeunesse, quand il a fourni des dessins animés pour son journal de lycée avec son camarade de classe, William Hanna. Le premier travail d'animation de Spence était pour Winkler Pictures de Charles B. Mintz, puis pour Ub Iwerks, où il a travaillé sur la série Flip la grenouille.
Après la fermeture d'Iwerks Studio en 1936, Spence a travaillé chez Leon Schlesinger Productions (après 1944, connu sous le nom de Warner Bros. Cartoons) en tant qu'animateur dans l'unité d'animation de Tex Avery. Là, il a apporté un style de dessin / animation excentrique à des films d'animation déjà irrévérencieux. Il a ensuite rejoint le département de dessins animés de Metro-Goldwyn-Mayer en 1938, à commencer par les dessins animés Captain and the Kids, dont certains ont été réalisés par William Hanna et Friz Freleng. Spence a animé pour Milt Gross (sur les dessins animés de Count Screwloose), Hugh Harman et pour l'unité Bill Hanna / Joe Barbera. Spence a également animé les quatre premiers dessins animés de Tex Avery (Der Gross méchant loup, The Early Bird Dood It! (en), Dumb-Hounded et Le Petit Chaperon rouge) après l'arrivée d'Avery au studio en 1942, avant de passer à nouveau à l'unité Hanna / Barbera. Bien que travaillant pour des dessins animés précédents non crédités, le premier crédit Tom et Jerry de Spence était sur La souris part en guerre (1943), qui a reçu un Oscar du meilleur court métrage d'animation.
Spence a quitté MGM en août 1956 pour Animation, Inc., un studio de production commerciale, avant de rejoindre ses anciens patrons chez Hanna-Barbera Productions sept ans plus tard. Il a assuré l'animation de nombreuses séries télévisées d'animation, notamment Jonny Quest (1964), Frankenstein, Jr. and The Impossibles (1966), et Les Pierrafeu en culottes courtes (1971).
En plus de son travail pour Hanna-Barbera, Spence a également travaillé pour Chuck Jones (l'adaptation télévisée de 1970 de Horton Hears a Who!), DePatie-Freleng Enterprises (Roland et Ratfink, The Ant and the Aardvark), et Ralph Bakshi (Flipper City, Coonskin, Wizards et la version animée de 1978 du Seigneur des anneaux). Le dernier crédit d'animation de Spence était sur Tom et Jerry, le film (1992). Spence a également dirigé un atelier pour les animateurs sous les auspices de l'Association of Motion Picture and TV Producers and Cartoonists Local 839. Il a reçu le prix Winsor-McCay 1986 de l'International Animated Film Society, ASIFA-Hollywood, pour ses contributions à vie dans le domaine de animation.
Spence est mort d'une crise cardiaque le 21 septembre 1995 à Dallas, au Texas.

## Vie privée
Spence épouse Alice Amelia Hossfeld lors d'une cérémonie des Saints des Derniers Jours le 15 janvier 1931. Il dirigeait une station Standard Oil à Compton, en Californie à l'époque. Le couple a eu une fille. Spence s'es remarié après le décès d'Alice en 1984.